# Großwelka
Großwelka (hornolužickosrbsky Wulki Wjelkow) je místní část velkého okresního města Budyšín v Horní Lužici v německé spolkové zemi Sasko. Nachází se v zemském okrese Budyšín a má 258 obyvatel.

## Geografie
Großwelka se nachází v severní části města Budyšín. Severně od zástavby protéká potok Welkauer Wasser. Nejvyšším bodem je vrch Wiewalze (249 m).

## Historie
První písemná zmínka pochází z roku 1225, kdy je uváděn jistý Everhardus de Wilchow. Roku 1936 byla Großwelka připojena ke Kleinwelce a v roce 1999 se celá obec Kleinwelka spojila s velkým okresním městem Budyšín.

## Obyvatelstvo
Vesnice náleží k lužickosrbské oblasti osídlení.

## Pamětihodnosti
- Saurierpark Kleinwelka – největší dinopark v Německu (rozkládá se na území Kleinwelky i Großwelky)

## Osobnosti
- Friedrich von Heyden (1838–1926), chemik
- Franz Gruß (1931–2006), sochař, zakladatel Saurierparku